# Olivier Costa
 (mars 2020).
Olivier Costa, né le 29 décembre 1969 à Strasbourg, est un politologue français, spécialiste de l'Union européenne, des parlements et de la représentation.

## Biographie

### Parcours universitaire
Olivier Costa a poursuivi ses études à Sciences Po Strasbourg, puis à l'Université Paris-VIII. Il a consacré sa thèse de doctorat de science politique à la délibération du Parlement européen (janvier 1998). Il a ensuite été chercheur post-doctorant à l’Université Libre de Bruxelles (Institut d'études européennes). Il est entré au CNRS en 1999.

### Carrière
Pendant sa recherche doctorale (1991-1997), Olivier Costa enseigne le droit constitutionnel et la science politique à Sciences Po Strasbourg et à la Faculté de droit de Strasbourg.
En 1998, il devient chercheur post-doctorant à l’Université Libre de Bruxelles (Institut d'études européennes) dans le cadre d’un projet consacré à la légitimation de l’Union, dirigé par Mario Telò. Il amorce une collaboration avec Paul Magnette et d’autres chercheurs de l’ULB. Il est depuis resté impliqué dans cette université, par divers enseignements, projets de recherche, collaborations et codirections de thèses.
Il entre au CNRS en 1999, où il est affecté au CERVL, laboratoire de recherche Sciences Po Bordeaux, devenu aujourd’hui le Centre Emile Durkheim. A Sciences Po Bordeaux, il donne, de 2000 à 2022, divers cours sur l’intégration européenne à des étudiants de DEA puis de master.
Entre 1999 et 2002, il enseigne les questions européennes au sein du Centre de préparation à l’ENA de Sciences Po Strasbourg, ainsi qu’à l’Ecole internationale des sciences politiques de Katowice (Pologne).
En 2000, il est nommé professeur visitant au Collège d’Europe, à Bruges, où il supervise des mémoires consacrés à la fabrique des politiques publiques de l’Union. La même année, il devient Collaborateur scientifique à l’Institut d’études européennes de l’ULB, puis au CEVIPOL,.
Entre 2003 et 2014 il enseigne l’Union européenne au sein du master en affaires européennes de l’ULB.
En octobre 2005, il est professeur invité à l’Université Ritsumeikan de Kyoto (Japon).
Entre 2007 et 2009, il enseigne au sein du master en affaires européennes de Sciences Po (Paris).
L’été 2009, il est invité à la Washington State University (Pullman, Etats-Unis) pour enseigner la politique comparée européenne.
De 2010 à 2013, il donne le cours « Les politiques internes de l’Union européenne » au sein du Master en affaires européennes de l’Université de Genève.
L’été 2011, il est invité à faire cours sur “West European Politics” à la University Colorado Boulder (Etats-Unis).
En 2011-2012, il est titulaire de la Chaire Theseus en études européennes à l’Université de Cologne.
Il devient Directeur de recherche au CNRS en 2013. La même année, il prend la direction du Département d’études politiques et de gouvernance européennes du Collège d’Europe (Bruges, Belgique) – et ce jusqu’en 2024. Il y donne le cours obligatoire « Politics and policy-making of the EU » (2014-2024).
Au printemps 2013, il est professeur invité à la School of Government de l’Université Luiss-Guido Carli (Rome). Il y donne aussi le cours « The European Parliament » de 2016 à 2019.
De 2014 à 2021, il a co-dirigé le Centre d'excellence Jean Monnet d'Aquitaine (CEJMA), qui fédère les centres de recherche actifs sur les questions européennes en Aquitaine, puis en Nouvelle Aquitaine.
Depuis janvier 2021, il est directeur de recherche CNRS au CEVIPOF, Centre de recherches politiques de Sciences Po Paris (UMR 7048 du CNRS). Il enseigne au sein de l'Ecole d'affaires publiques de Sciences Po.

### Allégations de harcèlement sexuel et fin de contrat au Collège d'Europe
En février 2024 Politico annonce qu'un enseignant est renvoyé du Collège d'Europe en raison d'allégations de harcèlement sexuel contraires au code de conduite de l'établissement, sans toutefois mentionner aucun nom. Selon cet article, une procédure interne à l'établissement a mené à cette décision.Un journaliste dénonce le sensationnalisme de Politico, média qui a révélé l’affaire avant même l'existence d’une procédure formelle, et notent qu’aucune plainte pour harcèlement n’a été déposée, ni à Bruges ni ailleurs. Dans un article de presse, Olivier Costa est cité en qualifiant ironiquement l’affaire de « risottogate »  et ne reconnaît aucun acte répréhensible de sa part . En mars, la directrice du Collège d'Europe, Federica Mogherini, envoie un message annonçant la fin du contrat d'Olivier Costa et Politico publie un nouvel article nommant cette fois-ci l'enseignant.

### Autres activités
De 2017 à 2024, il a été rédacteur en chef du Journal of European Integration (Taylor & Francis), l’une des principales revues d’études européennes. Il reste membre de son comité scientifique, ainsi que de ceux du Journal of Legislative Studies (Taylor & Francis), de l'International Journal of Parliamentary Studies (Brill) et du European Law Journal (Wiley).
Olivier Costa a publié 10 livres et dirigé une vingtaine d’ouvrages et de numéros spéciaux de revues. Il est l'auteur de 75 articles dans des revues à comité de lecture et 85 chapitres dans des ouvrages collectifs,.
Il a formé divers types de publics (hauts-fonctionnaires, journalistes, élus, syndicalistes, chefs d’entreprise, cadres, militants associatifs…) à ses sujets de prédilection, notamment aux questions européennes. Il est intervenu, entre autres, pour les services de formation permanente de Sciences Po Strasbourg, Sciences Po Bordeaux, Sciences Po Paris et du Collège d’Europe, ainsi que pour des cabinets de consultants et des entreprises.
Il donne de nombreuses conférences, pour divers publics, et intervient fréquemment dans les médias sur ses sujets de prédilection. Il publie régulièrement dans The Conversation et Le Grand Continent.
Dans le milieu des voitures anciennes, ses dessins réalistes au stylo-bille sont remarqués. Il publie en 2022, un livre d'art, recueil de 60 dessins commentés, Trésors automobiles du XXe siècle (Editions Bibliomane), qui rencontre un franc succès critique et commercial.
Il est, de son propre aveu, l’auteur des « Chroniques d'un voyageur mécontent », recueil d’histoires humoristiques illustrées, publiées sous le pseudonyme 'Oscar Vileito' (Amazon, 2018).

### Ouvrages
- Le Parlement européen, assemblée délibérante, Bruxelles, Éditions de l'Université de Bruxelles, collection « Études européennes », 2001, 507 p.
- Qui sont les députés français ? : enquête sur des élites inconnues, avec Eric Kerrouche, Paris, Presses de Sciences Po, coll. « Nouveaux débats », 2007, 216 p.
- Vin et politique : Bordeaux, la France, la mondialisation, avec Jacques De Maillard et Andy Smith, Paris, Presses de Sciences Po, coll. « Gouvernances », 2007, 395 p.
- Le Parlement européen, avec Florent Saint Martin, Paris, La Documentation française, Collection "Réflexe Europe", 2e éd., 2011, 230 p.
- Le fonctionnement de l’Union européenne, avec Nathalie Brack, Bruxelles, Éditions de l’Université de Bruxelles, coll. « UBlire – références », 2011, 253 p.; 2e édition 2013, 384 p.; 3e édition 2017, 464 p.
  - traduction en portugais : Sistema Decisório da União Europeia chez Sulina, Porto Alegre, Brésil, 2011, 270 p.,
  - traduction en anglais : How the EU really works chez Ashgate, 2014, 275 p.
  - traduction en chinois simplifié: 欧盟是怎么运作的 chez Social Sciences Academic Press, Beijing, 2016, 312 pages.
- La codécision et les ‘accords précoces’ : progrès ou détournement de la procédure législative ?, avec Renaud Dehousse et Aneta Trakalova, Notes de la Fondation Notre Europe, no 84, mars 2011, 47 p[33]; traduction en anglais
- Peut-on revaloriser le Parlement français ?, avec Tinette Schnatterer et Laure Squarcioni, Paris, Éditions Fondation Jean Jaurès, coll. « Les essais », 2012, 125 p[34].
- How the European Union really works, Ashgate, avec Nathalie Brack, 2014, 273 p. (hardback et paperback).
- A União Europeia e sua política exterior : história, instituições e processo de tomada de decisão (L’Union européenne et sa politique extérieure : histoire, institutions et processus de décision), Fundação Alexandre de Gusmão, Brasilia, 2017, 224 pages. http://funag.gov.br/loja/download/1189-Uniao_europeia_e_sua_politica_exterior.pdf
  - traduction en espagnol : Eric Tremolada, Carlo Tassara, Olivier Costa, Colombia y la Unión Europea: Una asociación cada vez más estrecha, Bogota : Universidad Externado de Colombia, 2019, 255 p.
- How the European Union really works, Routledge, avec Nathalie Brack, 2e ed., 2018, 450 p. (hardback et paperback).
- Olivier Costa, A União Europeia e sua política exterior : história, instituições e processo de tomada de decisão, Brasília: Cidade gráfica, 2e ed., 2020, 248 p.

### Ouvrages non scientifiques
- Chroniques d'un voyageur mécontent: Tome I : Les joies des transports, recueil de chroniques illustrées, sous le pseudonyme 'Oscar Vileito', Amazon, 2018, 373 pages.
- Trésors automobiles du XXe siècle, recueil de dessins commentés, Editions Bibliomane, 2022, 156 pages.

### Direction d’ouvrages
- Vers un renouveau du parlementarisme en Europe ?, en codirection avec E. Kerrouche et P. Magnette, Bruxelles, Éditions de l’Université de Bruxelles, collection « sociologie politique », 2004, 302 p.
- Democracy, European governance and social sciences. What’s wrong with Europe ?, en codirection avec I. Janin, Paris, Éditions de Condé, 2007, 250 p.
- Une Europe des élites? Réflexions sur la fracture démocratique européenne, en codirection avec P. Magnette, Bruxelles, Éditions de l’Université de Bruxelles, collection « études européennes », 2007.
- Les nouveaux espaces de la régulation politique, en codirection avec T. Berthet, R. Gouin, X. Itçaina et A. Smith, Paris, L’Harmattan, coll. Logiques politiques, 2008, 320 p.
- The Europeanization of domestic legislatures. The empirical implications of the Delors' Myth in nine countries, en codirection avec Sylvain Brouard et Thomas König, New York, Springer, 2012, 244 p.
- Diverging Views of Europe: Euroscepticism within the EU Institutions, en codirection avec Nathalie Brack, Londres, Routledge, 2012, 136 p.
- Parliaments, Regional Integrations and Globalization. The role of inter-parliamentary institutions, en codirection avec Stelios Stavridis et Clarissa Dri, Palgrave, 2013, 288 p.
- Parliamentary Representation in France, Londres, Routledge, Library of Legislative Studies, 2014 (hardback) et 2015 (paperback), 176 p.
- Etudes européennes, en codirection avec Frédéric Mérand, collection : « Traités de science politique », Larcier-Bruylant, 2017, 655 p.
- The European Parliament in Times of Crisis: Dynamics and Transformations, Palgrave, 2019, 460 p.
- The EU Political System after the 2019 European Elections, en codirection avec Steven Van Hecke, Londres, Palgrave, Palgrave Studies in European Union Politics, 2023, XXVI + 519 p. DOI 10.1007/978-3-031-12338-2[35]